# مدل تکامل قابلیت
مدل تکامل قابلیت (به انگلیسی: Capability Maturity Model (CMM)) یک متدلوژی است که برای توسعه و تصحیح فرایند توسعه نرم‌افزار استفاده می‌شود. این مدل توسط مؤسسه مهندسی نرم‌افزار (SEI) که یک موسسه توسعه و تحقیق مورد حمایت ایالات متحده است، ایجاد شد. CMM مشابه ایزو ۹۰۰۱ می‌باشد. ایزو ۹۰۰۱ به طور خاص با توسعه و نگهداری نرم‌افزار سر و کار دارد. تفاوت اصلی میان این دو روش در اهداف مربوطه نهفته است: ایزو ۹۰۰۱ یک سطح حداقل کیفیت قابل قبول برای فرایند نرم‌افزار تعیین می‌کنند، در حالیکه سی ام ام چارچوبی را برای بهبود پیوسته فرایند فراهم می‌آورد و در تعریف راهکارها برای رسیدن به آن صریح‌تر می‌باشد.

## پنج سطح تکامل فرایند نرم‌افزار در CMM
- در سطح اولیه، فرایندها بی نظم و حتی پر هرج و مرج می‌باشند. موفقیت احتمالاً به خلاقیت‌ها، ایده‌ها  فردی وابسته و قابل تکرار در نظر گرفته نشده است، زیرا فرایند به اندازه کافی تعریف و مستندسازی نشده تا به آن‌ها اجازه دهد تا تکرار شوند.
- در سطح قابل تکرار، شیوه‌های پایه‌ای مدیریت پروژه به کار گرفته شده و فرایند حداقل به اندازه کافی مستندسازی شده به طوری که موفقیت آمیز می‌تواند تکرار شود.
- در سطح تعریف شده، یک سازمان فرایند استاندارد نرم‌افزاری خود را بواسطه توجه بیشتر به مستندسازی، متعارف‌سازی و ادغام توسعه داده است.
- در سطح مدیریت شده، یک سازمان فرایند خود را از طریق جمع‌آوری داده‌ها و تحلیل آن‌ها کنترل می‌کند.
- در سطح بهینه‌سازی، فرایندها به طور مدام از طریق کنترل بازخورد فرایند فعلی و معرفی فرایندهای نورآورانه بهبود می‌یابد تا نیازهای مخصوص سازمان را بهتر پاسخگو باشد.